# Tomosvaryella hortobagyiensis
Tomosvaryella hortobagyiensis är en tvåvingeart som beskrevs av Foldvari och De Meyer 2000. Tomosvaryella hortobagyiensis ingår i släktet Tomosvaryella och familjen ögonflugor.
Artens utbredningsområde är Ungern. Inga underarter finns listade i Catalogue of Life.